# Эльбен (Вестервальд)
Эльбен (нем. Elben) — община в Германии, в земле Рейнланд-Пфальц.
Входит в состав района Альтенкирхен-Вестервальд. Подчиняется управлению Гебхардсхайн. Население составляет 333 человека (на 31 декабря 2010 года). Занимает площадь 2,38 км².